# Дешо
Дешо (фр. Deschaux) насеље је и општина у источној Француској у региону Франш-Конте, у департману Јура која припада префектури Доле.
По подацима из 2011. године у општини је живело 1011 становника, а густина насељености је износила 118,11 становника/km². Општина се простире на површини од 8,56 km². Налази се на средњој надморској висини од 200 метара (максималној 236 m, а минималној 201 m).

## Демографија
| 1962. | 1968. | 1975. | 1982. | 1990. | 1999. | 2011. |
| ----- | ----- | ----- | ----- | ----- | ----- | ----- |
| 539   | 554   | 561   | 697   | 757   | 786   | 1.011 |

График промене броја становника у току последњих година